# سعید سحرخیزان
سعید سحرخیزان گندشمین (زادهٔ ۵ تیر ۱۳۸۲) بازیکن فوتبال اهل ایران است که در پست مهاجم برای باشگاه فوتبال استقلال تهران در لیگ برتر خلیج فارس بازی می‌کند.

## دوران باشگاهی

### هوادار

#### فصل ۱۴۰۲–۱۴۰۱
سعید سحرخیزان در تاریخ ۱۱ شهریور ۱۴۰۱ با عقد قراردادی سه ساله به عنوان سهمیه زیر بیست و یک سال به باشگاه فوتبال هوادار پیوست.وی اولین بازی خود را در لیگ برتر در هفته چهارم لیگ برتر ۰۲–۱۴۰۱ در مقابل تراکتور انجام داد.
سحرخیزان در هفته سی ام لیگ برتر ۰۲–۱۴۰۱ در مصاف هوادار و ذوب آهن علاوه بر به ثمر رساندن اولین گل خود با پیراهن هوادار موفق به هت‌تریک شد و به اولین بازیکن تاریخ باشگاه هوادار تبدیل شد که با پیراهن این باشگاه در لیگ برتر هت‌تریک می‌کند .

### گل‌گهر سیرجان

#### فصل ۱۴۰۳–۱۴۰۲
باشگاه گل‌گهر با توجه به درخشش سعید سحرخیزان در فصل قبل، با پرداخت رضایت این بازیکن به باشگاه هوادار با قراردادی سه ساله این بازیکن را خدمت گرفت. سحرخیزان در لیگ بیست و سوم ۲۸ بازی برای تیمش انجام داد و موفق به زدن ۸ گل و ارسال ۳ پاس گل شد و یک پنالتی هم گرفت. سحرخیزان بهترین بازیکن زیر ۲۳ سال لیگ برتر و سومین بازیکن گل‌گهر بود، ضمن اینکه سحرخیزان در جام حذفی هم ۲ بار گلزنی کرد و نقش بسزایی در مسیر صعود گل‌گهر به جمع چهار تیم برتر این رقابت‌ها داشت.

### اورنبورگ روسیه
سعید سحرخیزان پس از درخشش با پیراهن باشگاه گل‌گهر مورد توجه این تیم‌هایی از لیگ برتر روسیه و لیگ‌های حاشیه خلیج فارس قرار گرفت و در نهایت باشگاه فوتبال اورنبورگ با پرداخت رضایت نامه ای یک میلیون دلاری به باشگاه گل‌گهر در تاریخ ۱۹ تیر ۱۴۰۳ این بازیکن را به خدمت گرفت. او نخستین بازی خود در لیگ برتر روسیه را در تاریخ ۲۸ ژوئیه، در هفته دوم فصل ۲۵–۲۰۲۴ مقابل احمد گروزنی انجام داد و به عنوان بازیکن تعویضی به میدان رفت. در تاریخ ۱۰ اوت، در هفته چهارم مقابل «آکرون»، نخستین گل خود را برای «اورنبورگ» به ثمر رساند و به عنوان بهترین بازیکن میدان نیز انتخاب شد.

### استقلال تهران
سحرخیزان پس از مذاکرات طولانی با باشگاه استقلال با قرارداد سه ساله به باشگاه استقلال پیوست این خبر را مدیر باشگاه اورنبوگ روسیه داد و گفت استقلال پول رضایتنامه و خرید آن را داده است.

## دوران ملی

### جوانان ایران
سحرخیزان در ۱۸ تیر ۱۳۹۸ توسط سیروس پورموسوی به تیم ملی جوانان ایران دعوت شد.

### ایران
سعید سحرخیزان برای اولین بار توسط امیرقلعه نویی برای مسابقات انتخابی جام جهانی ۲۰۲۶ به تیم ملی فوتبال ایران دعوت شد.

## آمار باشگاهی
| باشگاه         | دسته           | فصل            | لیگ  | لیگ | جام حذفی | جام حذفی | آسیا | آسیا | سوپر جام | سوپر جام | مجموع | مجموع |
| باشگاه         | دسته           | فصل            | بازی | گل  | بازی     | گل       | بازی | گل   | بازی     | گل       | بازی  | گل    |
| -------------- | -------------- | -------------- | ---- | --- | -------- | -------- | ---- | ---- | -------- | -------- | ----- | ----- |
| هوادار         | لیگ برتر       | ۰۲–۱۴۰۱        | ۷    | ۳   | ۱        | ۰        | –    | –    | –        | –        | ۸     | ۳     |
| مجموع هوادار   | مجموع هوادار   | مجموع هوادار   | ۷    | ۳   | ۱        | ۰        | –    | –    | –        | –        | ۸     | ۳     |
| گل‌گهر          | لیگ برتر       | ۰۳–۱۴۰۲        | ۲۸   | ۸   | ۴        | ۲        | –    | –    | –        | –        | ۳۲    | ۱۰    |
| مجموع گل‌گهر    | مجموع گل‌گهر    | مجموع گل‌گهر    | ۲۸   | ۸   | ۴        | ۲        | –    | –    | –        | –        | ۳۲    | ۱۰    |
| اورنبورگ       | لیگ برتر روسیه | ۲۰۲۴–۲۰۲۵      | ۲۷   | ۷   | ۳        | ۱        | –    | –    | –        | –        | ۳۰    | ۸     |
| مجموع اورنبورگ | مجموع اورنبورگ | مجموع اورنبورگ | ۲۷   | ۷   | ۳        | ۱        | –    | –    | –        | –        | ۳۰    | ۸     |
| مجموع آمار     | مجموع آمار     | مجموع آمار     | ۶۲   | ۱۸  | ۸        | ۳        | –    | –    | –        | –        | ۷۰    | ۲۱    |